# Новомихайловка (Уярский район)
Новомиха́йловка — деревня в Уярском районе Красноярского края, входит в состав Сушиновского сельсовета.

## География
Деревня находится около истока реки Балай, на расстоянии 9 км (по прямой) к юго-западу от города Уяр, административного центра района.

### Климат
Климат резко континентальный. Среднемесячная температура воздуха июля составляет+19°С, а самого холодного месяца — января −16 °С. Средняя продолжительность безморозного периода — 120 дней, с температурой + 10 °С — 114 дней, средняя дата последнего заморозка — весной 22 июня, первого, осенью — 20 сентября. Продолжительность безморозного периода 95-116 дней. Среднегодовая температура 0,5 °С — -1,9 °СоС. Годовая сумма осадков составляет до 430—680 см, причем большая часть их выпадает в теплый период года.

## История
Деревня основана в 1901 году. В 1917 году учтен 61 двор и более 400 жителей.

## Население
| 2010 |
| ---- |
| 69   |

### Национальный состав
Согласно результатам переписи 2002 года, в национальной структуре населения русские составляли 99 % из 138 чел.

## Известные уроженцы
- Грищенко, Пётр Семёнович (1931—2021) — советский государственный и политический деятель.